# Нора Барінг
Нора Бейкер Мінні (англ. Norah Minnie Baker), пізніше Барінг (англ. Norah Baring, 26 листопада 1905 — 8 лютого 1985) — англійська кіноакторка. 
Найвідомішою її роллю є Діана Барінг в трилері Альфреда Гічкока «Вбивство!» (1930). Вона також відома головною жіночою роллю в німому трилері Ентоні Асквіта «Котедж у Дартмурі» (1929). До того як стати акторкою, вчилася в школі образотворчого мистецтва. Припинила зніматися в 1930-х. Була тричі одружена.